# Goyencourt
Goyencourt est une commune française située dans le département de la Somme, en région Hauts-de-France.
Frappé par la fronde des princes et la Première Guerre mondiale, le village vit aujourd'hui principalement de la culture céréalière.

## Géographie
Goyencourt est un village picard du Santerre, à trois kilomètres au nord-ouest de Roye. La commune est composée d'un village traversé uniquement par la départementale 34, et de champs de céréales, traversés à l'est par l'autoroute du nord. Les grandes villes les plus proches sont Saint-Quentin au nord-est et Amiens au nord-ouest.

### Hydrographie
La commune est située dans le bassin Artois-Picardie. Elle n'est drainée par aucun cours d'eau.

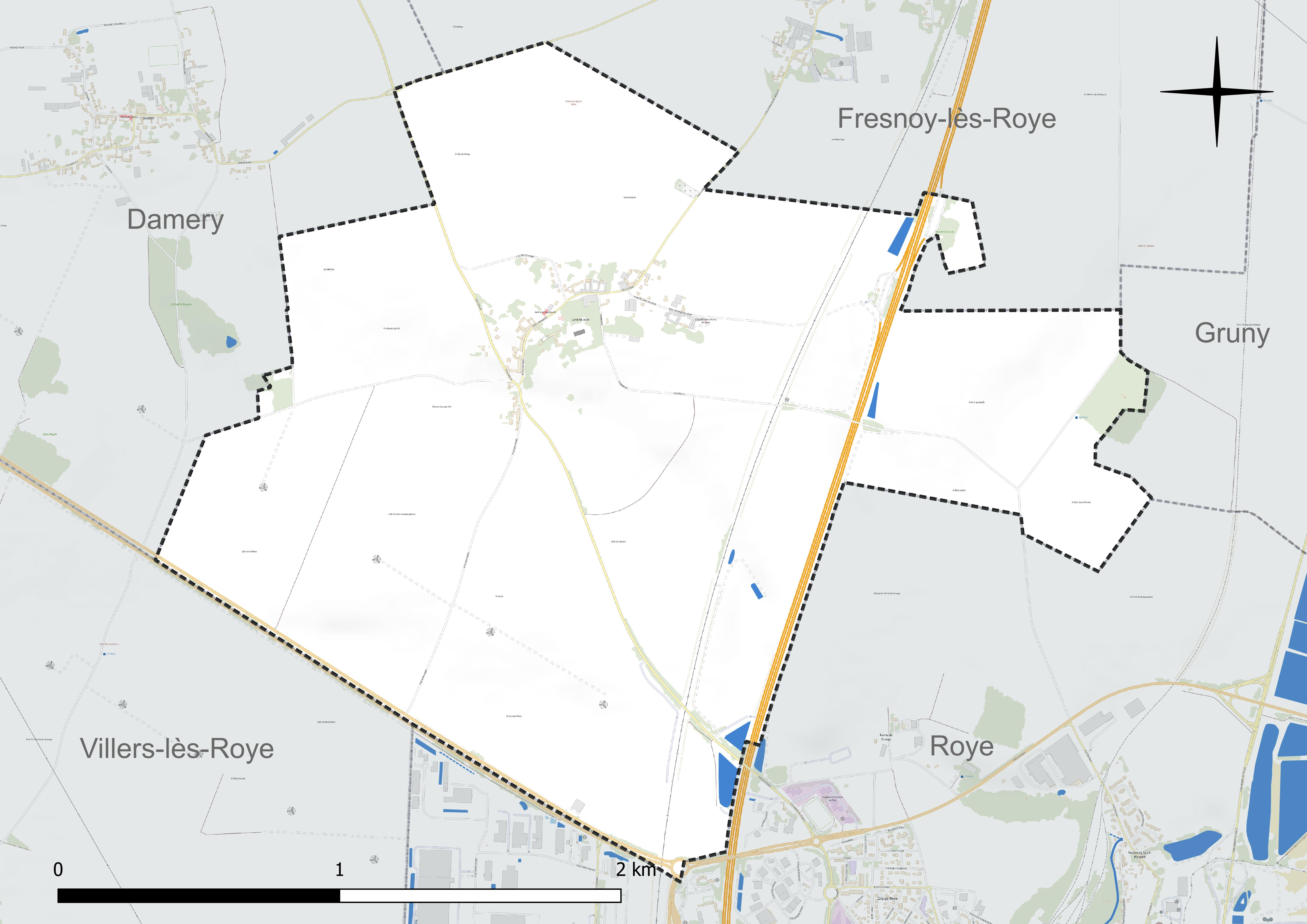
Réseau hydrographique de Goyencourt.

### Climat
Pour des articles plus généraux, voir Climat des Hauts-de-France et Climat de la Somme.
En 2010, le climat de la commune est de type climat océanique dégradé des plaines du Centre et du Nord, selon une étude du CNRS s'appuyant sur une série de données couvrant la période 1971-2000. En 2020, Météo-France publie une typologie des climats de la France métropolitaine dans laquelle la commune est exposée à un climat océanique et est dans la région climatique Nord-est du bassin Parisien, caractérisée par un ensoleillement médiocre, une pluviométrie moyenne régulièrement répartie au cours de l'année et un hiver froid (3 °C).
Pour la période 1971-2000, la température annuelle moyenne est de 10,4 °C, avec une amplitude thermique annuelle de 14,6 °C. Le cumul annuel moyen de précipitations est de 721 mm, avec 11,5 jours de précipitations en janvier et 8,5 jours en juillet. Pour la période 1991-2020, la température moyenne annuelle observée sur la station météorologique la plus proche, située sur la commune de Rouvroy-en-Santerre à 6 km à vol d'oiseau, est de 10,8 °C et le cumul annuel moyen de précipitations est de 635,8 mm,. Pour l'avenir, les paramètres climatiques de la commune estimés pour 2050 selon différents scénarios d'émission de gaz à effet de serre sont consultables sur un site dédié publié par Météo-France en novembre 2022.

## Urbanisme

### Typologie
Au 1er janvier 2024, Goyencourt est catégorisée commune rurale à habitat dispersé, selon la nouvelle grille communale de densité à sept niveaux définie par l'Insee en 2022.
Elle est située hors unité urbaine. Par ailleurs la commune fait partie de l'aire d'attraction de Roye, dont elle est une commune de la couronne,. Cette aire, qui regroupe 35 communes, est catégorisée dans les aires de moins de 50 000 habitants,.

### Occupation des sols
L'occupation des sols de la commune, telle qu'elle ressort de la base de données européenne d'occupation biophysique des sols Corine Land Cover (CLC), est marquée par l'importance des territoires agricoles (93,8 % en 2018), une proportion sensiblement équivalente à celle de 1990 (94 %). La répartition détaillée en 2018 est la suivante : 
terres arables (93,8 %), zones urbanisées (5,4 %), zones industrielles ou commerciales et réseaux de communication (0,7 %). L'évolution de l'occupation des sols de la commune et de ses infrastructures peut être observée sur les différentes représentations cartographiques du territoire : la carte de Cassini (XVIIIe siècle), la carte d'état-major (1820-1866) et les cartes ou photos aériennes de l'IGN pour la période actuelle (1950 à aujourd'hui).

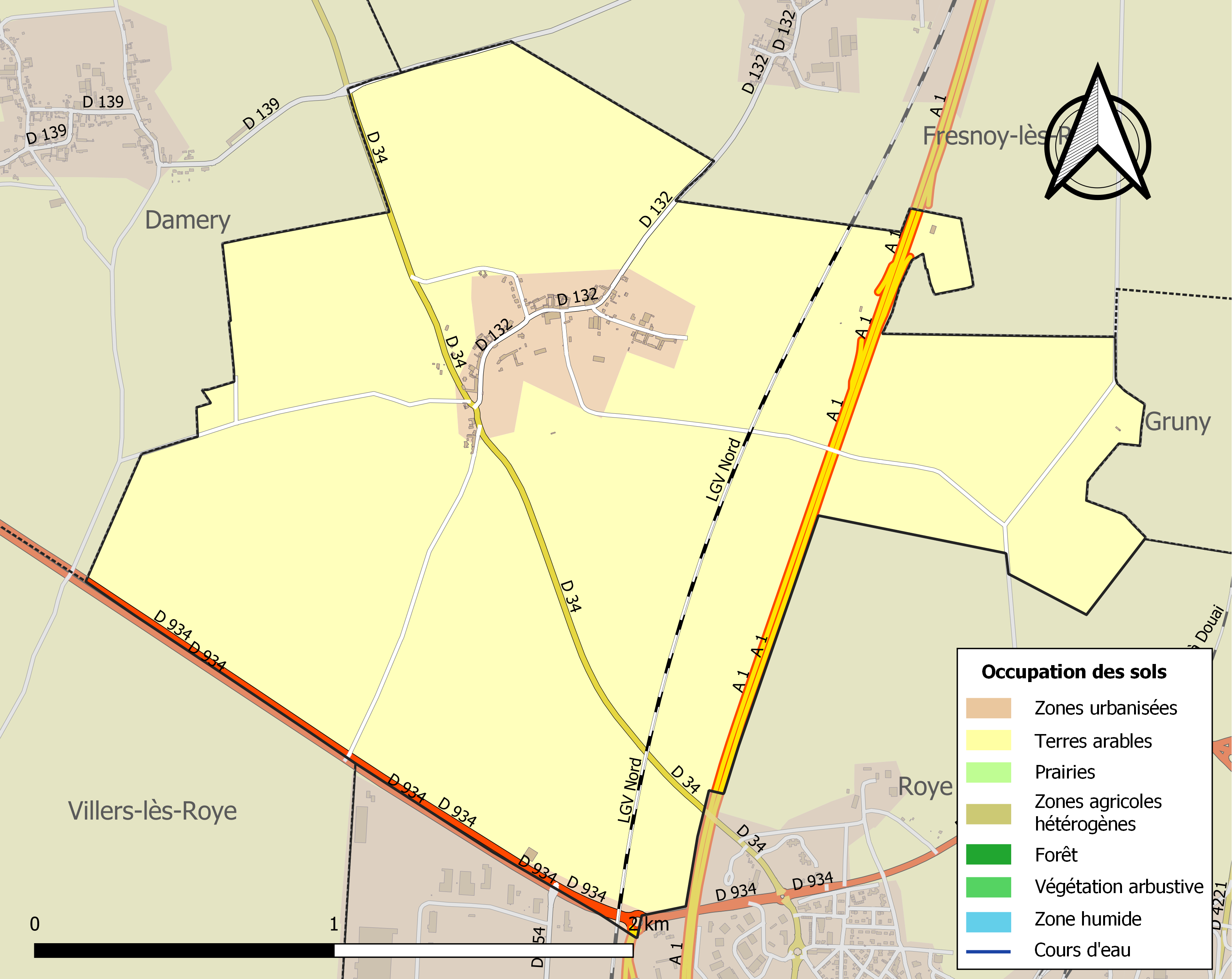
Carte des infrastructures et de l'occupation des sols de la commune en 2018 (CLC).

## Histoire
Des vestiges d'une villa gallo-romaine sont présents sur le site de la commune.
Aux XIIIe et XIVe siècles, le nom des seigneurs de Guyoncourt est cité à la suite de leurs dons à l'abbaye d'Ourscamp.
En 1653, lors de la fronde des princes, le village est pillé par l'armée espagnole aux ordres de Condé qui faisait alors le siège de Roye.
En 1918, à la fin de la Première Guerre mondiale le village et son château sont complètement rasés. Ceux-ci seront reconstruits par la suite.

## Politique et administration
| Période                                  | Période                       | Identité        | Étiquette | Qualité                                                                          |
| ---------------------------------------- | ----------------------------- | --------------- | --------- | -------------------------------------------------------------------------------- |
| Les données manquantes sont à compléter. |                               |                 |           |                                                                                  |
| mars 2001                                | 2014                          | Michel Capelle  |           |                                                                                  |
| 2014                                     | En cours (au 10 juillet 2020) | Valérie Bauduin |           | Vice-présidente de la CC du Grand Roye (2020 → ) Réélue pour le mandat 2020-2026 |

## Démographie
L'évolution du nombre d'habitants est connue à travers les recensements de la population effectués dans la commune depuis 1793. Pour les communes de moins de 10 000 habitants, une enquête de recensement portant sur toute la population est réalisée tous les cinq ans, les populations de référence des années intermédiaires étant quant à elles estimées par interpolation ou extrapolation. Pour la commune, le premier recensement exhaustif entrant dans le cadre du nouveau dispositif a été réalisé en 2008.

En 2022, la commune comptait 97 habitants, en évolution de +2,11 % par rapport à 2016 (Somme : −1,26 %, France hors Mayotte : +2,11 %).
| 1793 | 1800 | 1806 | 1821 | 1831 | 1836 | 1841 | 1846 | 1851 |
| ---- | ---- | ---- | ---- | ---- | ---- | ---- | ---- | ---- |
| 341  | 356  | 363  | 362  | 342  | 338  | 207  | 198  | 198  |

| 1856 | 1861 | 1866 | 1872 | 1876 | 1881 | 1886 | 1891 | 1896 |
| ---- | ---- | ---- | ---- | ---- | ---- | ---- | ---- | ---- |
| 161  | 164  | 206  | 190  | 184  | 177  | 170  | 173  | 157  |

| 1901 | 1906 | 1911 | 1921 | 1926 | 1931 | 1936 | 1946 | 1954 |
| ---- | ---- | ---- | ---- | ---- | ---- | ---- | ---- | ---- |
| 147  | 147  | 138  | 105  | 129  | 143  | 108  | 94   | 137  |

| 1962 | 1968 | 1975 | 1982 | 1990 | 1999 | 2006 | 2008 | 2013 |
| ---- | ---- | ---- | ---- | ---- | ---- | ---- | ---- | ---- |
| 113  | 115  | 106  | 96   | 98   | 89   | 94   | 95   | 95   |

| 2018 | 2022 | - | - | - | - | - | - | - |
| ---- | ---- | - | - | - | - | - | - | - |
| 93   | 97   | - | - | - | - | - | - | - |

## Culture locale et patrimoine

### Lieux et monuments
Le village comporte une église moderne Saint-Martin et une chapelle Notre-Dame-de-Liesse.
Il compte également une gentilhommière, en mauvais état, abandonnée depuis les années 1970, située au cœur du village. Le château du village faisait partie de la même propriété qui occupait le tiers du territoire communal.

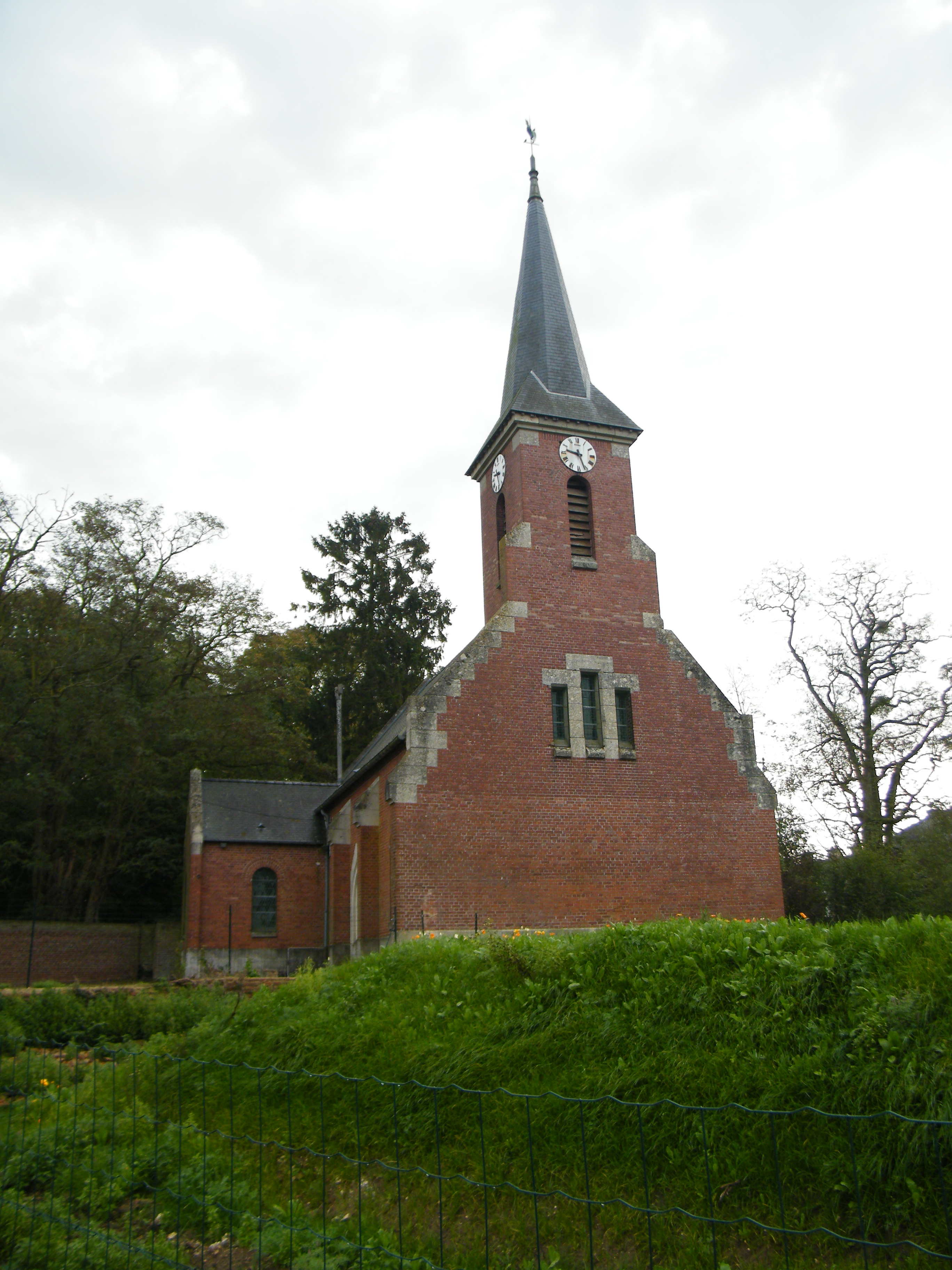
L'église Saint-Martin.
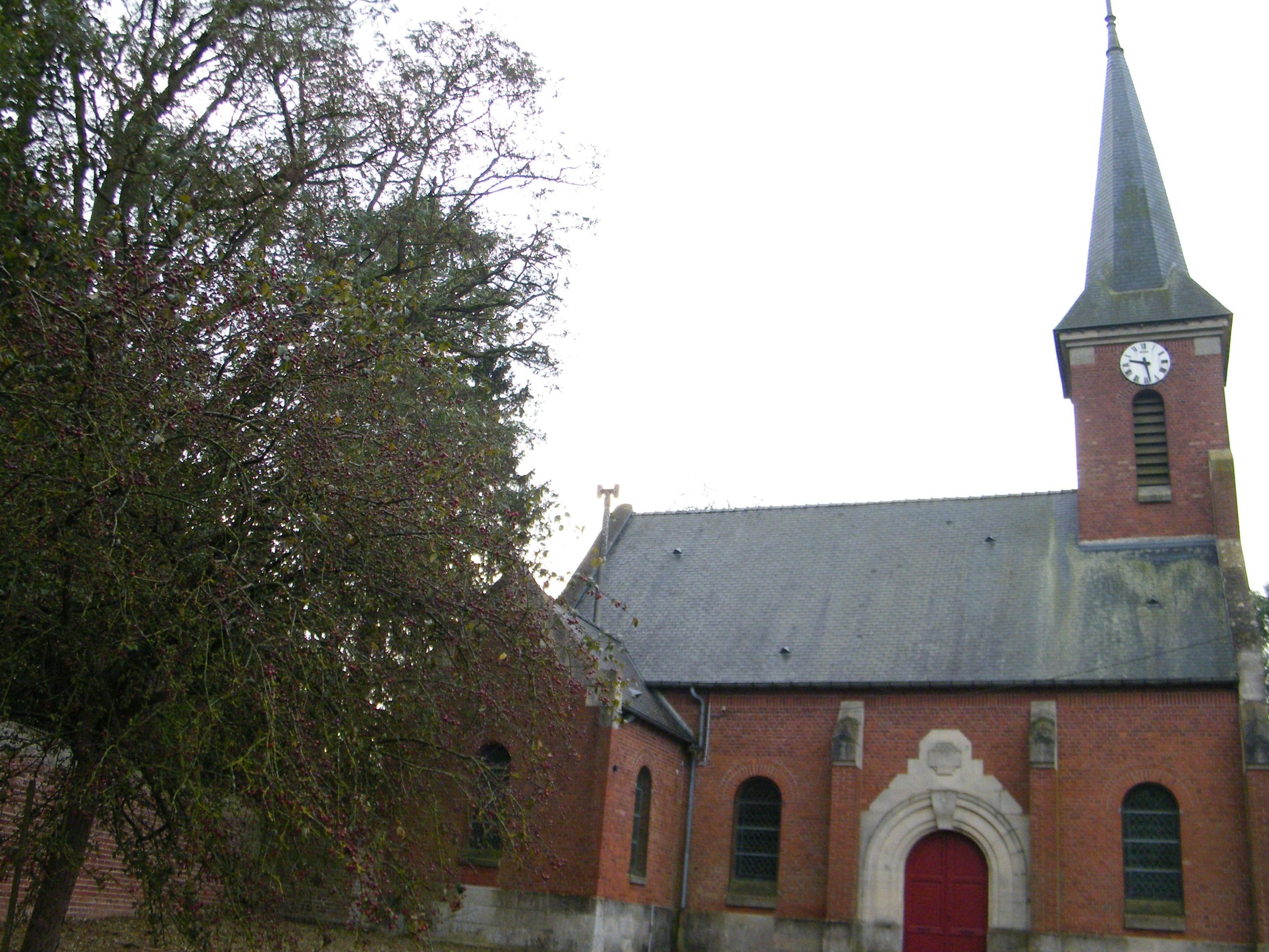
Autre vue de l'église.
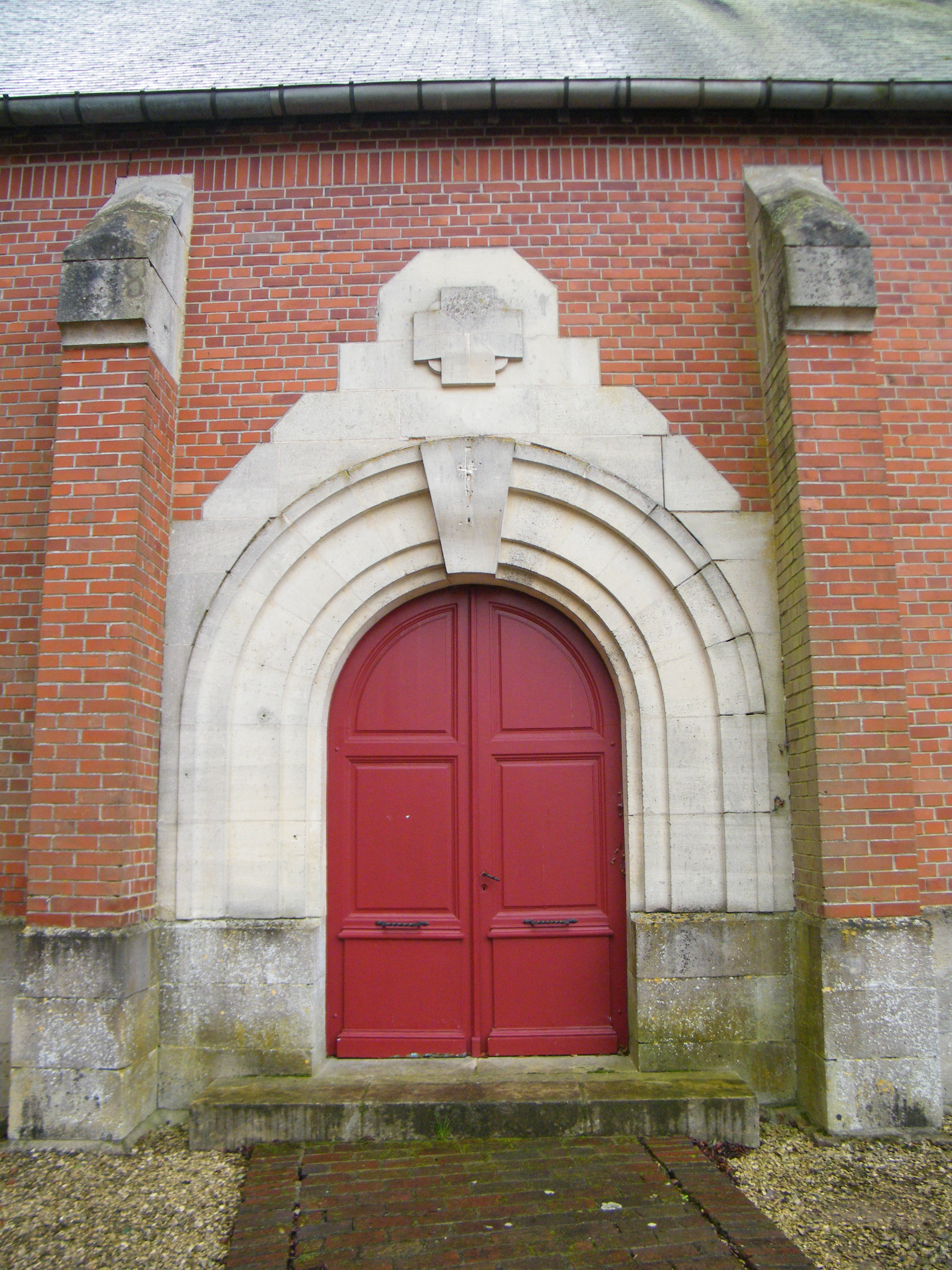
Portail de l'église.
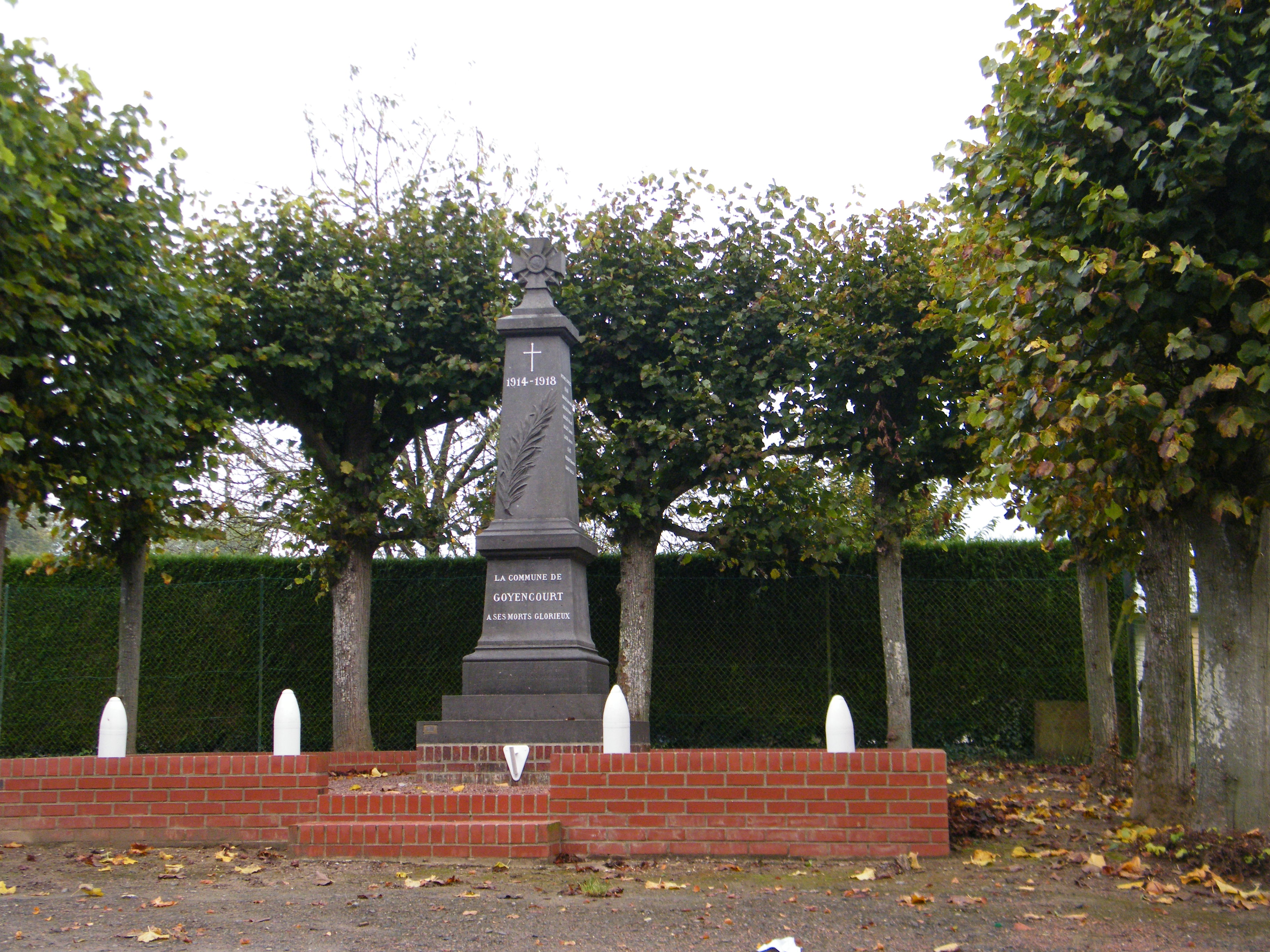
Monument aux morts.

### Personnalités liées à la commune
- Charles Pierre Joseph Normand (1765-1840), architecte, ingénieur et graveur, y est né.
- Basile Rouillé de Fontaine (1773-1859), conseiller général de la Somme, député de la Somme de 1820 à 1837, puis Pair de France de 1837 à 1848.